# Ла Долорес (Порторико)
Ла Долорес (шп. La Dolores) град је у америчкој острвској територији Порторико, острвској држави Кариба.

## Демографија
По попису из 2010. године број становника је 3.081, што је 453 (-12,8%) становника мање него 2000. године.
| Група             | 2000.         | 2010.         |
| Белци             | 19 (0,5%)     | 11 (0,4%)     |
| Афроамериканци    | 700 (19,8%)   | 992 (32,2%)   |
| Азијати           | 114 (3,2%)    | 4 (0,1%)      |
| Хиспаноамериканци | 3.509 (99,3%) | 3.066 (99,5%) |
| Укупно            | 3.534         | 3.081         |